# Laurent Brett
Pour les articles homonymes, voir Brett.
 (août 2022).
Si vous disposez d'ouvrages ou d'articles de référence ou si vous connaissez des sites web de qualité traitant du thème abordé ici, merci de compléter l'article en donnant les références utiles à sa vérifiabilité et en les liant à la section « Notes et références ».
Laurent Brett est un réalisateur et musicien français né le 4 mai 1969 à Évreux.

## Biographie
Il travaille avec plusieurs réalisateurs et photographes  dans le milieu du clip et de la publicité dans les années 1990. Il travaillera par exemple avec Jean-Baptiste Mondino de 1994 à 1999.
Il fera la rencontre de Florent-Emilio Siri dans cette période avec qui il collaborera sur plusieurs clips en 2002. Ils travailleront ensuite sur le générique et les effets spéciaux de son deuxième film Nid de guêpes.
Il réalise des génériques des films Les Chevaliers du ciel et OSS 117 : Le Caire, nid d'espions.

## Filmographie

### Cinéma
- 2001 : Nid de guêpes
- 2003 : La Beuze (comme D.A et graphiste)
- 2005 : Otage
- 2005 : Les chevaliers du ciel
- 2006 : OSS 117 : Le Caire, nid d'espions
- 2007 : L'Ennemi intime
- 2007 : Gomez vs Tavarès
- 2008 : Le Premier Jour du reste de ta vie
- 2008 : Mes amis, mes amours
- 2009 : OSS 117 : Rio ne répond plus
- 2009 : Erreur de la banque en votre faveur
- 2009 : Mes chères études
- 2009 : Jeanine
- 2010 : Ça commence par la fin
- 2010 : L'Âge de raison
- 2010 : 600 kilos d'or pur
- 2010 : Ces amours-là
- 2010 : Potiche
- 2010 : Il reste du jambon ?
- 2011 : Toi, moi, les autres
- 2011 : Une folle envie
- 2011 : On ne choisit pas sa famille
- 2011 : Intouchables
- 2011 : La Nouvelle Guerre des boutons
- 2011 : La Guerre des boutons
- 2011 : Un heureux événement (avec Alex Pluquet)
- 2011 : La Conquête (avec Alex Pluquet)
- 2011 : The Artist
- 2011 : Low Cost
- 2011 : Les Aventures de Philibert, capitaine puceau
- 2011 : Légitime Défense
- 2011 : Un crime hors de prix (court métrage)
- 2012 : Les Seigneurs
- 2012 : Dans la maison
- 2012 : Les Saveurs du palais
- 2012 : Stars 80
- 2012 : Les Kaïra
- 2012 : Maniac
- 2012 : Maman
- 2012 : Paris-Manhattan
- 2012 : Cloclo
- 2013 : 16 ans ou presque
- 2013 : Le Grand Méchant Loup
- 2013 : Paris à tout prix
- 2013 : Joséphine
- 2013 : Les Beaux Jours
- 2013 : Les Reines du ring
- 2013 : Jeune et Jolie
- 2013 : Denis
- 2013 : Les Gamins
- 2013 : Elle s'en va
- 2013 : La Cage dorée
- 2013 : Alceste à bicyclette
- 2014 : Grace de Monaco
- 2014 : À coup sûr
- 2014 : 3 Days to Kill
- 2014 : Les Vacances du Petit Nicolas

### Télévision
- 2011 : WorkinGirls
- 2012 : Sophie et Sophie
- 2012 : Clash
- 2013 : Parents mode d'emploi
- 2013 : Odysseus
- 2013 : La Source
- 2013 : Cherif
- 2013 : Fais moi une place
- 2014-2016 : Origines
- 2014 : Working Girls à L'hôpital
- 2015 : Accusé
- 2015 : Une chance de trop
- 2015 : Le Transporteur
- 2016 : La Stagiaire
- 2016-présent: Tandem
- 2016 : Innocente
- 2016-2018 : Marseille
- 2017 : On vas aimer, un peu, beaucoup
- 2017 : Transferts
- 2017 : Juste un regard
- 2017 : Ransom
- 2018-2020 : Les rivières pourpres
- 2018 : Maman à tort
- 2019 : Cassandre
- 2019 : PME XL
- 2019 : Faites des gosses
- 2019 : Les Ombres rouges
- 2019 : Au-delà des apparences
- 2019 : Infidèle
- 2020 : Family Business
- 2020 : Les Rivières Pourpres
- 2020 : Infidèle saison 2